# 1377 Roberbauxa
1377 Roberbauxa eller 1936 CD är en asteroid i huvudbältet som upptäcktes den 14 februari 1936 av den franske astronomen Louis Boyer vid Algerobservatoriet. Den har fått sitt namn efter Robert Baux, en vän till upptäckaren.
Asteroiden har en diameter på ungefär 6 kilometer.